# Konrad Lorenz
Konrad Zacharias Lorenz (7. studenog, 1903. – 27. veljače, 1989.) bio je austrijski zoolog, etolog, i ornitolog. Često se smatra jednim od osnivača moderne etologije. Dobio je Nobelovu nagradu za fiziologiju ili medicinu 1973. godine zajedno s Nikolaas Tinbergenom i Karl von Frischom. 

## Vanjske poveznice
- Nobelova nagrada - životopis  Arhivirana inačica izvorne stranice od 9. siječnja 2010. (Wayback Machine)(engl.)